# Lúčky (district de Michalovce)
Lúčky est un village de Slovaquie situé dans la région de Košice.

## Histoire
Première mention écrite du village en 1336.

## Démographie

### Évolution de la population
| Année:               | 1994. | 2004.   | 2014.    | 2024.   |
| -------------------- | ----- | ------- | -------- | ------- |
| Nombre de personnes: | 486   | 522     | 582      | 587     |
| Différence:          |       | +7,40 % | +11,49 % | +0,85 % |

| Année:               | 2023. | 2024.   |
| -------------------- | ----- | ------- |
| Nombre de personnes: | 589   | 587     |
| Différence:          |       | -0,33 % |

## Politique
| Nom          | Parti politique | Date de l'élection | Fin du mandat |
| ------------ | --------------- | ------------------ | ------------- |
| Eduard Baláž | SMER            | 02.12.2006         | Déc. 2010     |